# Tricorythodes isabelia
Tricorythodes isabelia is een haft uit de familie Leptohyphidae. De wetenschappelijke naam van de soort is voor het eerst geldig gepubliceerd in 2006 door Baumgardner, Meyer & McCafferty.
De soort komt voor in het Neotropisch gebied.